# Antonio Capuano (politico)
Antonio Capuano (Frattaminore, 11 settembre 1971) è un politico italiano.

## Biografia

### Carriera politica
Consigliere comunale a Frattaminore dal 2005 al 2012, è stato deputato nazionale con Forza Italia dal 2001 al 2006 nella XIV legislatura. Ha fatto parte alla Camera dei deputati della Commissione Lavoro Pubblico e Privato.
Dopo essersi laureato in giurisprudenza presso l'Università telematica "Guglielmo Marconi" dal 2018 esercita la professione di avvocato presso il foro di Roma.
Nel 2022 è stato accreditato dai media come consigliere diplomatico del leader della Lega Matteo Salvini. Capuano ha tuttavia precisato di non avere in tal senso un incarico formale.